# 普萊恩維尤 (伊利諾伊州)
普萊恩維尤（英語：Plainview）是位於美國伊利諾伊州馬庫平縣的一個非建制地區。該地的面積和人口皆未知。

## 地理
普萊恩維尤的座標為39°09′37″N 89°59′23″W / 39.16028°N 89.98972°W，而該地的平均海拔高度為187米（即614英尺）。